# Трабельси, Сами
Сами Трабельси (араб. سامي طرابلسي‎; род. 4 февраля 1968, Сфакс) — тунисский футболист, играл на позиции защитника. В настоящее время главный тренер национальной сборной Туниса.

## Карьера игрока

### Клубная карьера
Профессиональную карьеру начал в 1986 году в «Сфакс Рэйлуейс», в составе которого провёл 187 матчей. В 1993 году перешёл в «Сфаксьен», в котором играл до 2000 года. Сезон 2000/01 провёл в катарском клубе «Эр-Райян». Карьеру завершил в «Сфаксьен», сыграв в нём сезон 2001/02.

### Карьера за сборную
Дебют за национальную сборную состоялся в 1994 году. Был участником чемпионата мира 1998 во Франции (был капитаном сборной) и трёх кубков африканских наций: 1996, 1998, 2000. За 7 лет в сборной Трабельси сыграл в 52 матчах сборной .

## Карьера тренера
11 марта 2011 года был назначен главным тренером сборной Туниса. Дважды выводил сборную в финальный этап Кубка африканских наций: 2012 (Четвертьфинал) и 2013 (Групповая стадия). 8 февраля 2013 года покинул пост главного тренера. С 8 июня 2013 года является главным тренером катарского клуба «Ас-Сайлия».

### Статистика тренера
| Тунис     | 11 март 2011 | 8 февраль 2013 | 32    | 13  | 10 | 9   | 040,63 |
| Ас-Сайлия | 8 июня 2013  | 20 марта 2023  | error | 87  | 52 | 101 | 036,40 |
| Итог      | Итог         | Итог           | 271   | 100 | 61 | 110 | 036,90 |